# Kraftwerk Castrop-Rauxel
Das Kraftwerk Rauxel war ein Steinkohlekraftwerk in Castrop-Rauxel. Es lag direkt an der Bundesstraße 235 und wurde im Zeitraum von 2006 bis 2008 rückgebaut. Auf der Fläche sollte Wohnbebauung entstehen.

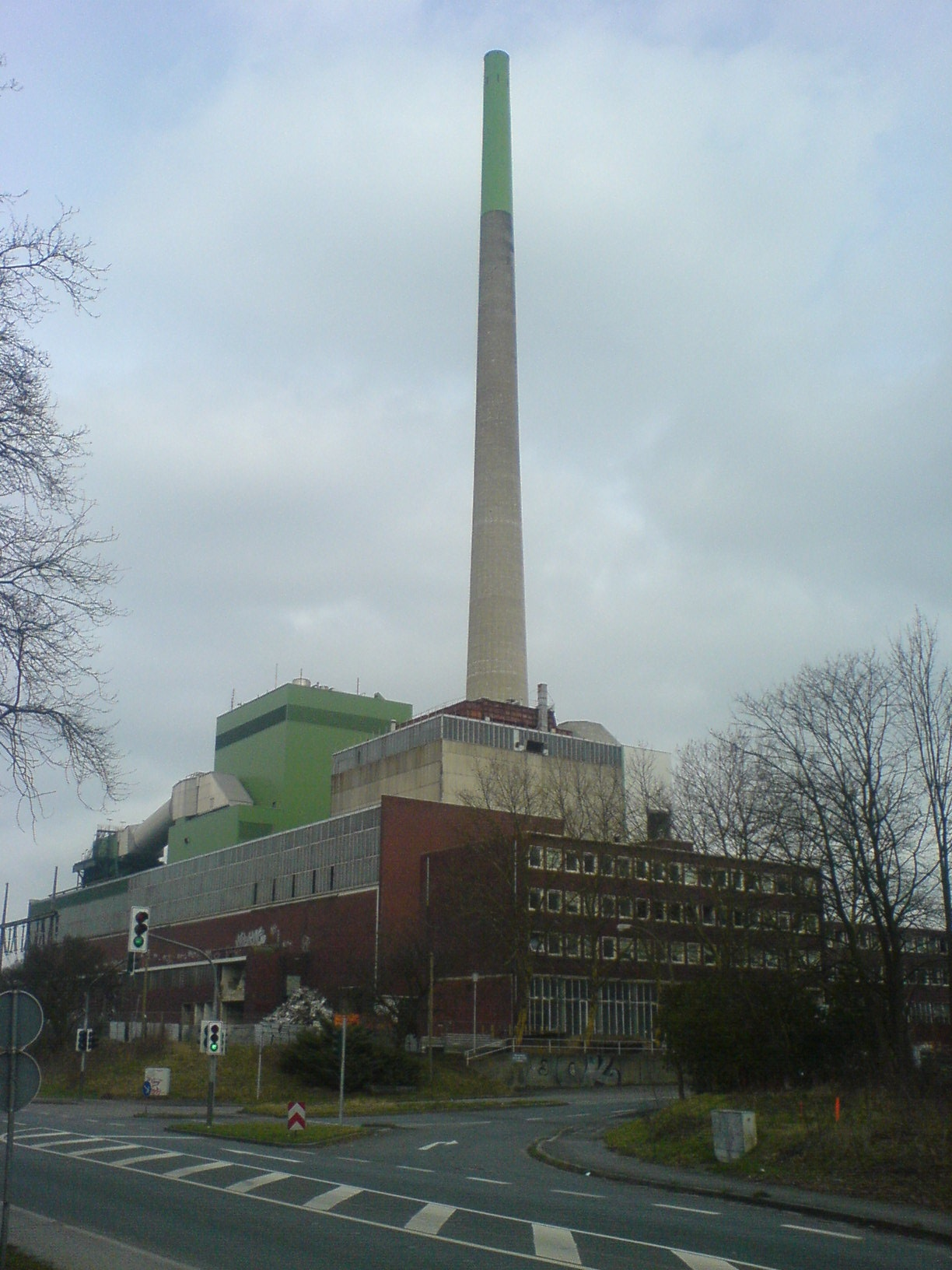
Das ehemalige Kraftwerk von der B 235 aus gesehen

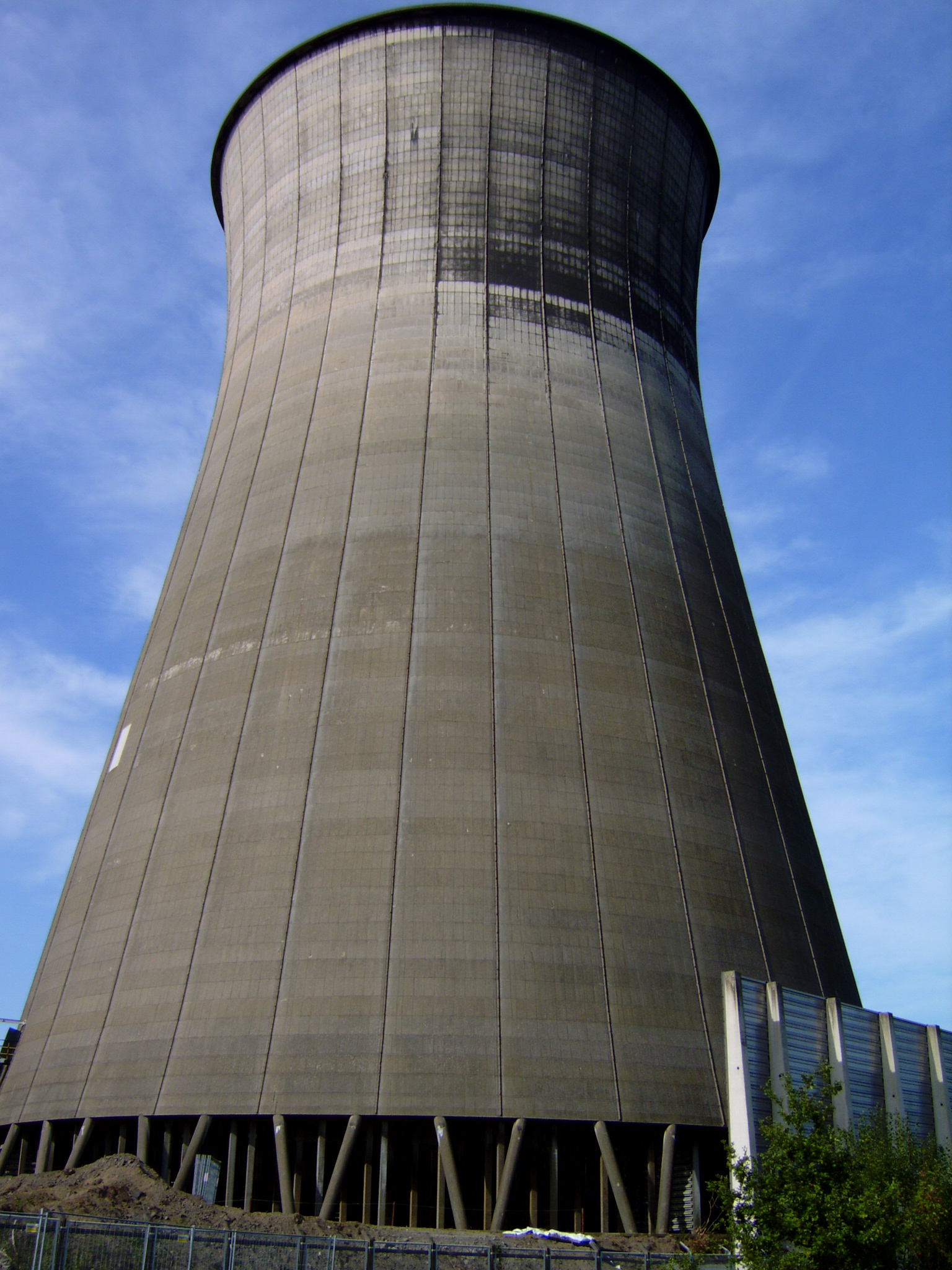
Der Kühlturm des Kraftwerkes

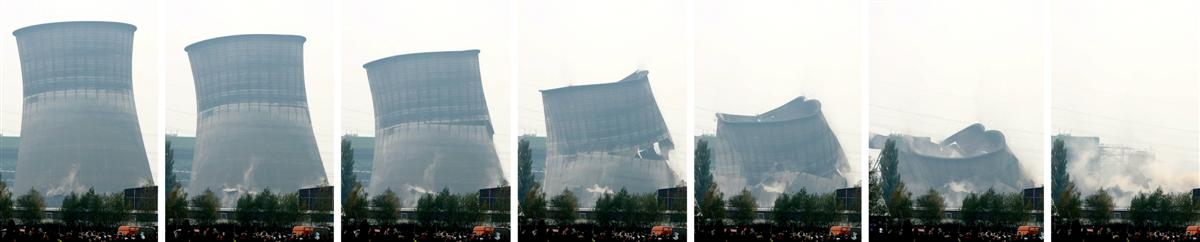
Sprengung des Kühlturms des alten Kraftwerks in Habinghorst

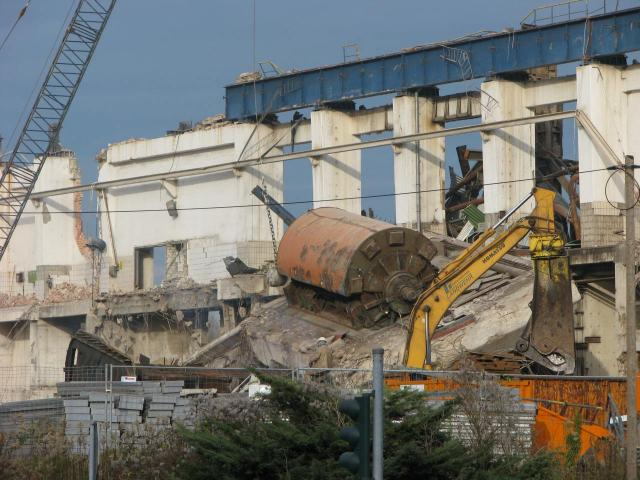
Ehemaliger Generator auf dem Maschinentisch

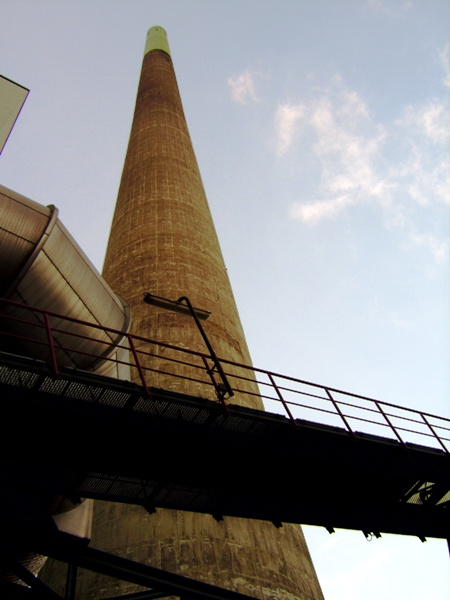
Der 230 m hohe Schlot des KW Rauxel

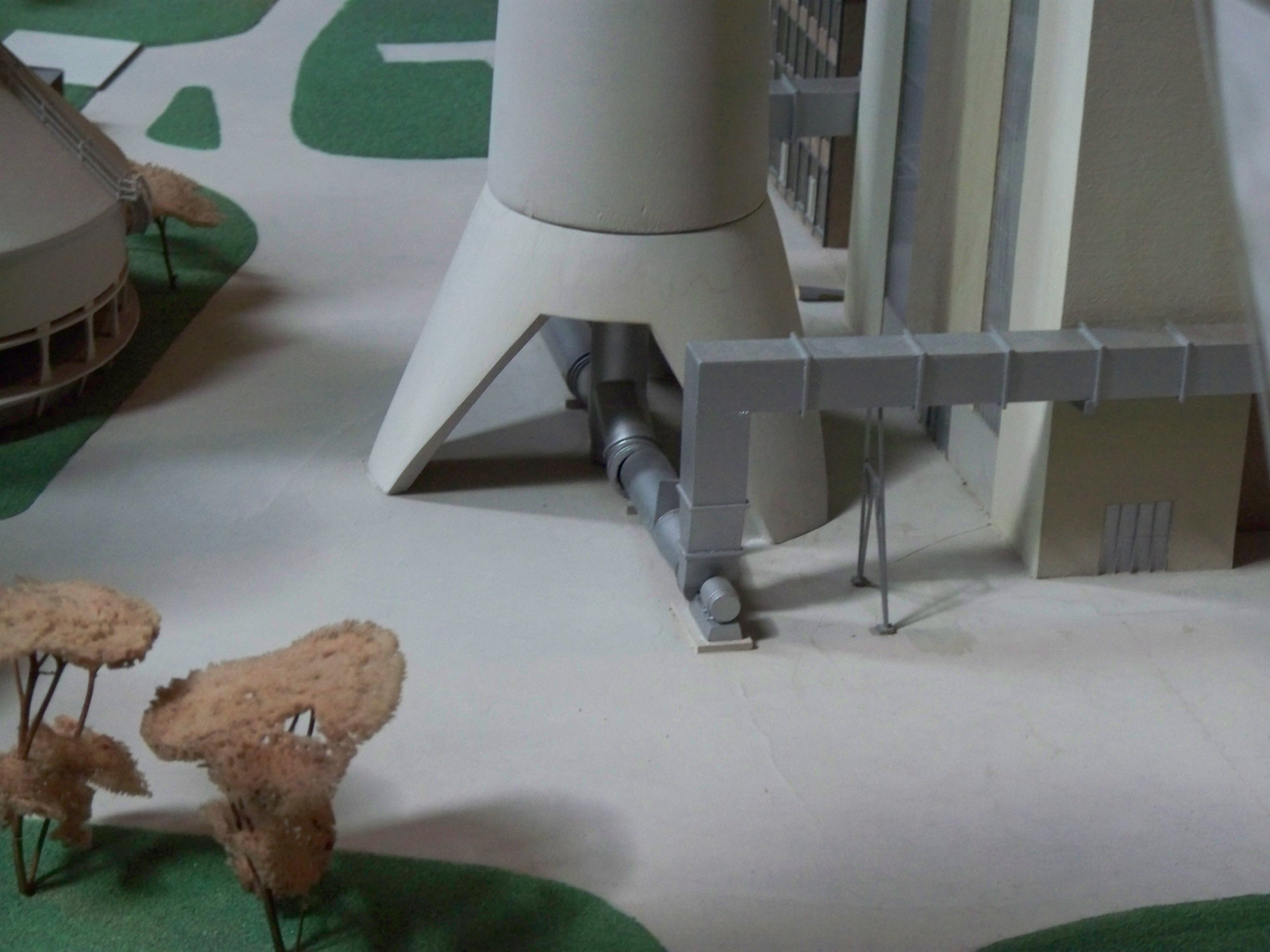
Detail des im Rathaus ausgestellten Modells des Kraftwerks

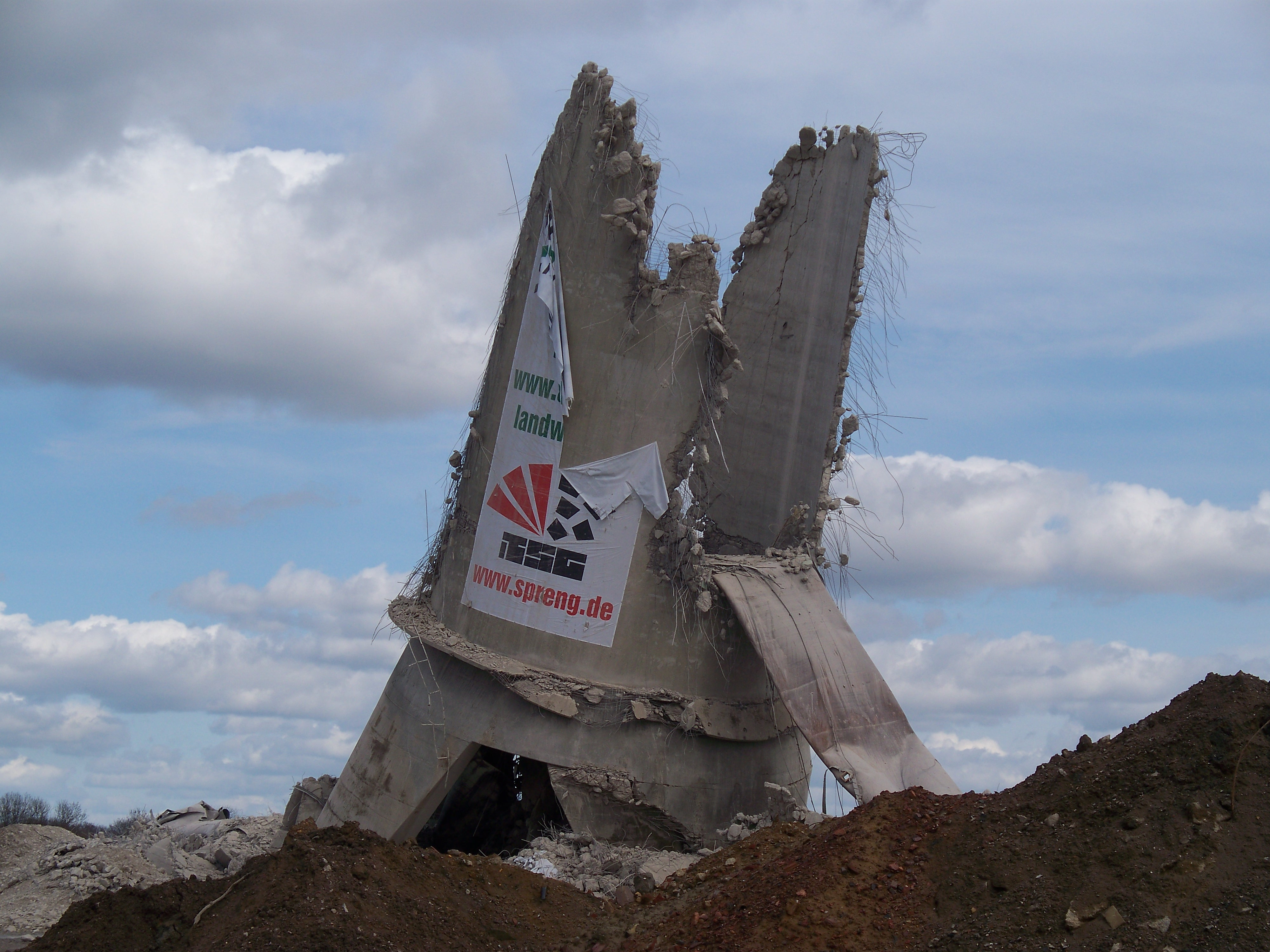
Der kurz nach der Sprengung übrig gebliebene Schornstein

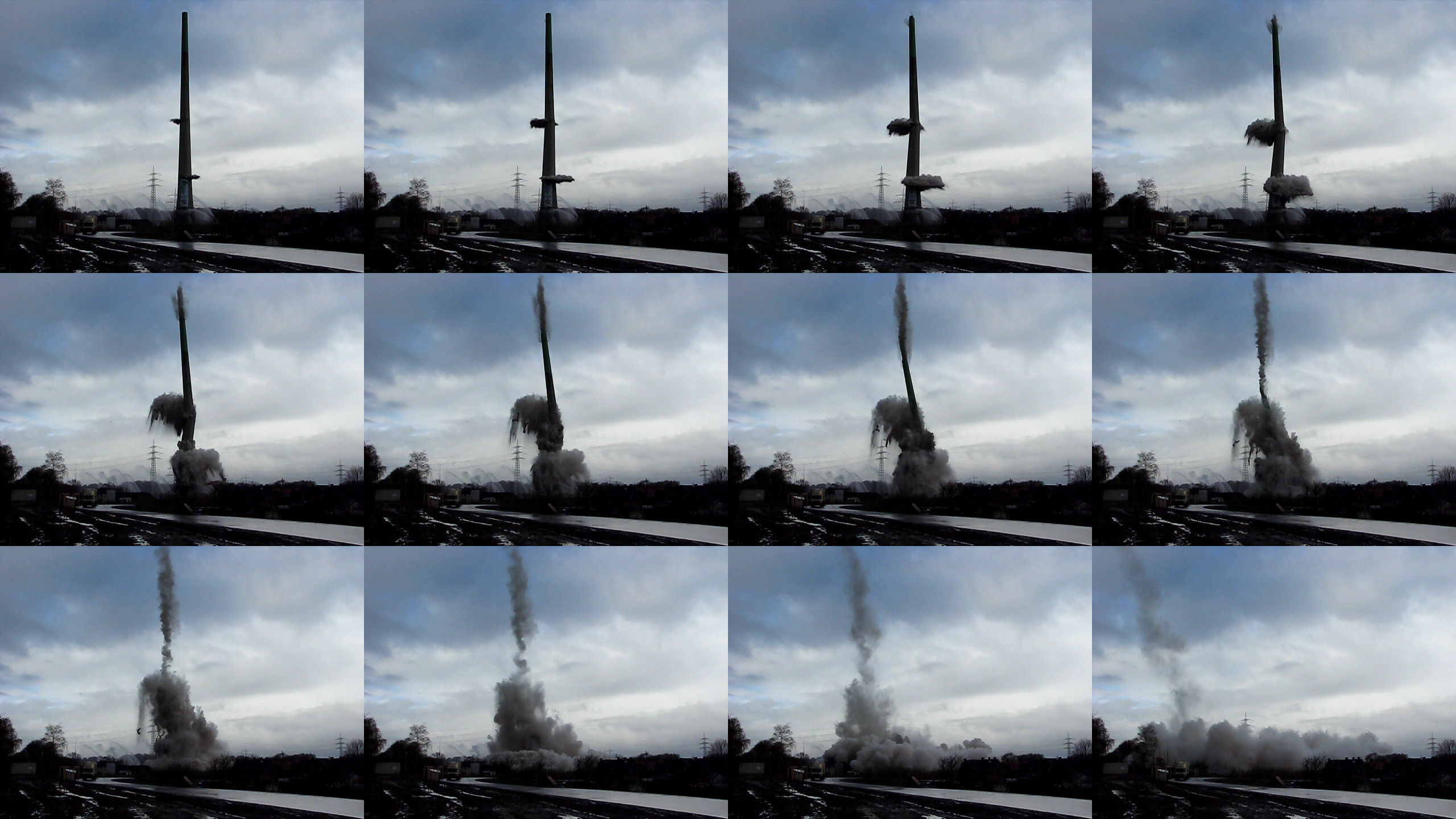
Bilder der Schornstein-Sprengung am 6. April 2008

## Geschichte
Das Kraftwerk Rauxel wurde 1958 nach 5-1⁄4-jähriger Bauzeit eröffnet. Es wurde gebaut, um dem hohen Energiebedarf der Klöckner-Zechen im Ruhrgebiet gerecht zu werden und die nicht marktgängige Kohle von der Zeche Victor 3/4 zu verbrennen.
Am 30. September 1958 gab der Block 1 den ersten Strom an das VEW-Netz ab. Mit einer Blockgröße von 120 MW war es das bis dahin größte und zur damaligen Zeit modernste Blockkraftwerk auf Steinkohlebasis in Deutschland. Zu Spitzenzeiten hatte das Kraftwerk mit seinen zwei Blöcken eine Leistung von 295 MW. Der Kessel bestand aus einem Benson-Schmelzkammer-Doppelkessel mit zwei gleichen Halblasteinheiten. Der erzeugte Dampf hatte beim Eintritt in die Turbine einen Druck von 180 atü und eine Temperatur von 527 °C.
Der Großteil der erzeugten Energie von Block 1 wurde über eine 220-kV-Freileitung in das 3,5 km entfernte Umspannwerk Pöppinghausen geführt. Eine 30-kV-Verbindung führte zur Zeche Victor 3/4, eine 6-kV-Verbindung diente dem kraftwerkseigenen Strombedarf.
Südöstlich wurde ein neuer Zechenübergabebahnhof zur Bundesbahn hin gebaut. Dieser bediente das Kraftwerk Rauxel, die Zeche Victor 3/4, Ickern 1/2 sowie das Düngemittelwerk BASF Gewerkschaft Victor, Ickern. Vom Zechenbahnhof führte ein Gleisanschluss zum Kraftwerk, ein Abzweig davon als Montagegleis durch Maschinenhaus und Turbinenhalle. Eine Drehscheibe außerhalb des Maschinenhauses erlaubte den Transport von Umspannern über dieses Gleis.
Auf neun Metern Höhe befand sich die zentrale Bühne von Block 1. Diese erlaubte unkomplizierte Wege vom Kesselhaus in Maschinenhaus und Leitstand, auch gab es eine geschlossene Brücke zu den benachbarten Verwaltungs- und Werkstattgebäuden.
Das Maschinenhaus wurde aus Rücksicht auf den zur Verfügung stehenden Platz in einer Längsaufstellung für Turbine // Generator konstruiert. Es war für Wartungs-, Transport- und Revisionsarbeiten mit einem 200-t-Brückenkran der MAN ausgestattet; dieser verfügte für kleinere Arbeiten noch über einen 20-t-Hilfshub direkt neben dem 200-t-Haupthaken. Turbine und Generatoren beider Blöcke waren von den Siemens-Schuckertwerken geliefert und in einem markanten Orange lackiert worden.
Das Kesselhaus von Block 1 hatte eine Höhe von 41,5 m, der darauf gemauerte Schornstein von Block 1 hatte eine Höhe von 120 m; er wurde in der Laufzeit des Kraftwerkes rückgebaut.
Block 1 hatte einen mittleren Kohleverbrauch von etwa 750 t Steinkohle (37 Güterwaggons) pro Tag. Als Nebenprodukt entstanden dabei 180 t Kesselasche (Granulat) pro Tag (9 Güterwaggons).
Der Leitstand befand sich zentral zwischen Maschinen- und Kesselhaus und war mit einer großflächigen Plexiglasdecke zur Beleuchtung und einer Klimaanlage für konstante Temperatur ausgestattet. Diese Einrichtungen waren 1958 überaus modern. Unter dem Leitstand befand sich ein Kabelboden, in dem die Kabel auf neu entwickelten feuerverzinkten Haltern verlegt wurden. Insgesamt wurden im ersten Block 120 km Kabel verlegt.
Der Kraftwerksentwurf bot Platz für vier baugleiche Blöcke; es wurde jedoch nur ein weiterer, baulich veränderter Block angebaut:
Die Ausmaße des Blocks 2 mit zugehörigem Kamin waren technische Rekordmarken. So war der 87 m hohe Naturzug-Kühlturm mit einer Wandstärke von nur 14 cm einer der größten der Welt. Der in nur 55 Tagen errichtete 230 Meter hohe Schornstein wurde von der Presse „Deutschlands höchster Raucher“ getauft. Der Kessel für den 175-MW-Block 2 war ebenfalls ein Benson-Schmelzkammer-Doppelkessel mit Zwischenüberhitzung und mit zwei Zyklonbrennkammern ausgestattet, die wiederum die damals weltweit größten waren. Seine Frischdampfparameter waren 535 °C bei 186 bar.
Der Betrieb von Block 2 begann am 6. September 1967.
Mit Datum vom 19. Juni 1984 hatte VKR gemäß § 20 der 13. BImSchV für den Block 1 eine Restnutzung von 10.000 Stunden und für den Block 2 eine von 30.000 Stunden erklärt. Da das Kraftwerk über diesen Zeitraum hinaus betrieben werden sollte, wurde die Genehmigung zum uneingeschränkten Weiterbetrieb der Feuerungsanlagen des Kraftwerks sowie die Genehmigung zur Errichtung und zum Betrieb der Abgasreinigungsanlagen beantragt. Der Block 2 wurde schließlich 1993/1994 mit einer Rauchgasentstickungsanlage (Denox-Anlage) und einer Rauchgasentschwefelungsanlage (REA) nachgerüstet.
Mit dem Auslaufen eines Stromabnahmevertrags musste Block 1 stillgelegt werden. Seine Betriebszeit endete am 27. April 1990 mit 167.366 Betriebsstunden und einer Gesamterzeugung von 9.443.148 MWh. Block 2 ging am 15. Juni 2001 nach 190.532 Betriebsstunden und 21.614.159 MWh endgültig vom Netz.
Die Firma Klöckner verkaufte das Kraftwerk Rauxel am 1. Oktober 1982 an die VEBA Kraftwerke Ruhr AG, die ab September 1998 der PreussenElektra gehörte und am 16. Juni 2001 in der heutigen E.ON AG aufging. Das Kraftwerk wurde der Kraftwerksgruppe West 2 zugeordnet und am 15. Juni 2001 abgeschaltet.
In den letzten Betriebsjahren wurde das Kraftwerk vom benachbarten Kraftwerk Knepper in Dortmund mitverwaltet und in Personalunion betrieben.
Obwohl das Kraftwerk nach heutigem Standard eines der kleineren Steinkohlekraftwerke war, war es in Anbetracht der gesetzten Rekorde eines der Pionierkraftwerke.
Nachdem der Kühlturm bereits am 5. November 2006 gesprengt worden war, erfolgte die Sprengung des 1966 errichteten Schornsteins am Morgen des 6. April 2008.

## Technische Daten
| Daten                                 | Block 1                                                                      | Block 2                                                                      |
| ------------------------------------- | ---------------------------------------------------------------------------- | ---------------------------------------------------------------------------- |
| Bekohlungsanlage                      | Eisenbahnentladung über Tiefbunker Kohlenlagerplatz mit Absetzer und Kratzer | Eisenbahnentladung über Tiefbunker Kohlenlagerplatz mit Absetzer und Kratzer |
| Feuerungsanlage                       | Block 1                                                                      | Block 2                                                                      |
| Bauart                                | Zyklonfeuerung mit direkter Einblasung und flüssigem Ascheabzug              | Zyklonfeuerung mit direkter Einblasung und flüssigem Ascheabzug              |
| Feuerungswärmeleistung                | 2 × 159,5 MW                                                                 | 455 MW                                                                       |
| Brennstoff                            | Steinkohle                                                                   | Steinkohle                                                                   |
| Einsatz                               | 2 × 29,4 t/h                                                                 | 83,86 t/h                                                                    |
| unterer Heizwert                      | 19,53 MJ/kg                                                                  | 19,53 MJ/kg                                                                  |
| DeNOx-Anlage                          | Block 1                                                                      | Block 2                                                                      |
| Bauart                                | Selektive katalytische Reduktion                                             | Selektive katalytische Reduktion                                             |
| Reduktionsmittel                      | Ammoniak                                                                     | Ammoniak                                                                     |
| Anzahl der DeNOx-Anlagen              | 2 (nur geplant)                                                              | 1                                                                            |
| Elektroentstauber                     | Block 1                                                                      | Block 2                                                                      |
| Bauart                                | Elektro-Horizontalfilter Reduktion                                           | Elektro-Horizontalfilter Reduktion                                           |
| Anzahl der Entstauber                 | 2                                                                            | 2                                                                            |
| Rohgasstaubgehalt                     | 19000 mg/m3                                                                  | 7000 mg/m3                                                                   |
| Reingasstaubgehalt                    | <375 mg/m3                                                                   | <125 mg/m3                                                                   |
| Rauchgasentschwefelungsanlage         | Block 1                                                                      | Block 2                                                                      |
| Bauart                                | Nasswäscher mit Endprodukt Gips                                              | Nasswäscher mit Endprodukt Gips                                              |
| Anzahl der Wäscher                    | 2 (nur geplant)                                                              | 1                                                                            |
| Schwefeldioxid – Rohgaskonzentration  | –                                                                            | 4835 mg/m3                                                                   |
| Schwefeldioxid – Reingaskonzentration | –                                                                            | <400 mg/m3                                                                   |
| Reingasstaubgehalt                    | –                                                                            | <50 mg/m3                                                                    |
| Dampferzeuger                         | Block 1                                                                      | Block 2                                                                      |
| Bauart                                | 3-Zug-Benson-Kessel mit Zwischenüberh.                                       | 2-Zug-Benson-Kessel mit Zwischenüberh.                                       |
| Anzahl der Dampferzeuger              | 2                                                                            | 1                                                                            |
| höchste Frischdampfdauerleistung      | 2 × 200 t/h                                                                  | 558 t/h                                                                      |
| Genehmigungsdruck                     | 260 bar                                                                      | 260 bar                                                                      |
| Heißdampftemperatur                   | 527 °C                                                                       | 535 °C                                                                       |
| Turbinenanlage                        | Block 1                                                                      | Block 2                                                                      |
| Bauart                                | 3-gehäusige Axial-Kondensationsturbine, ND-Teil doppelflutig                 | 3-gehäusige Axial-Kondensationsturbine, ND-Teil doppelflutig                 |
| Leistung                              | 120 MW                                                                       | 175 MW                                                                       |
| Fernheizwärmetauscher                 | Block 1                                                                      | Block 2                                                                      |
| Bauart                                | dampfbeheizte Oberflächenwärmetauscher                                       | dampfbeheizte Oberflächenwärmetauscher                                       |
| Leistung                              | insgesamt 40 MW                                                              | insgesamt 40 MW                                                              |
| Kondensatoranlage                     | Block 1                                                                      | Block 2                                                                      |
| Bauart                                | Oberflächenkondensator                                                       | Oberflächenkondensator                                                       |
| Kühlwassermenge                       | 13700 m3/h                                                                   | 16000 m3/h                                                                   |
| Kühlturmanlage                        | Block 1                                                                      | Block 2                                                                      |
| Bauart                                | Ventilator-Kühlturm                                                          | Gegenstrom-Naturzugkühlturm                                                  |
| Anzahl der Kühltürme                  | 2                                                                            | 1                                                                            |
| Kühlwasserdurchsatz                   | 2 × 7150 m3/h                                                                | 19000 m3/h                                                                   |
| Generator                             | Block 1                                                                      | Block 2                                                                      |
| Scheinleistung                        | 160 MVA                                                                      | 233 MVA                                                                      |
| Wirkleistung                          | 120 MW                                                                       | 175 MW                                                                       |

Abschrift der technischen Daten aus einer Kurzbeschreibung der VKR des Kraftwerks Rauxel vom 30. Juni 1986. Das Schreiben war eine Anlage zum Antrag auf einen uneingeschränkten Weiterbetrieb und Nachrüstung gemäß 13. BImSchV.

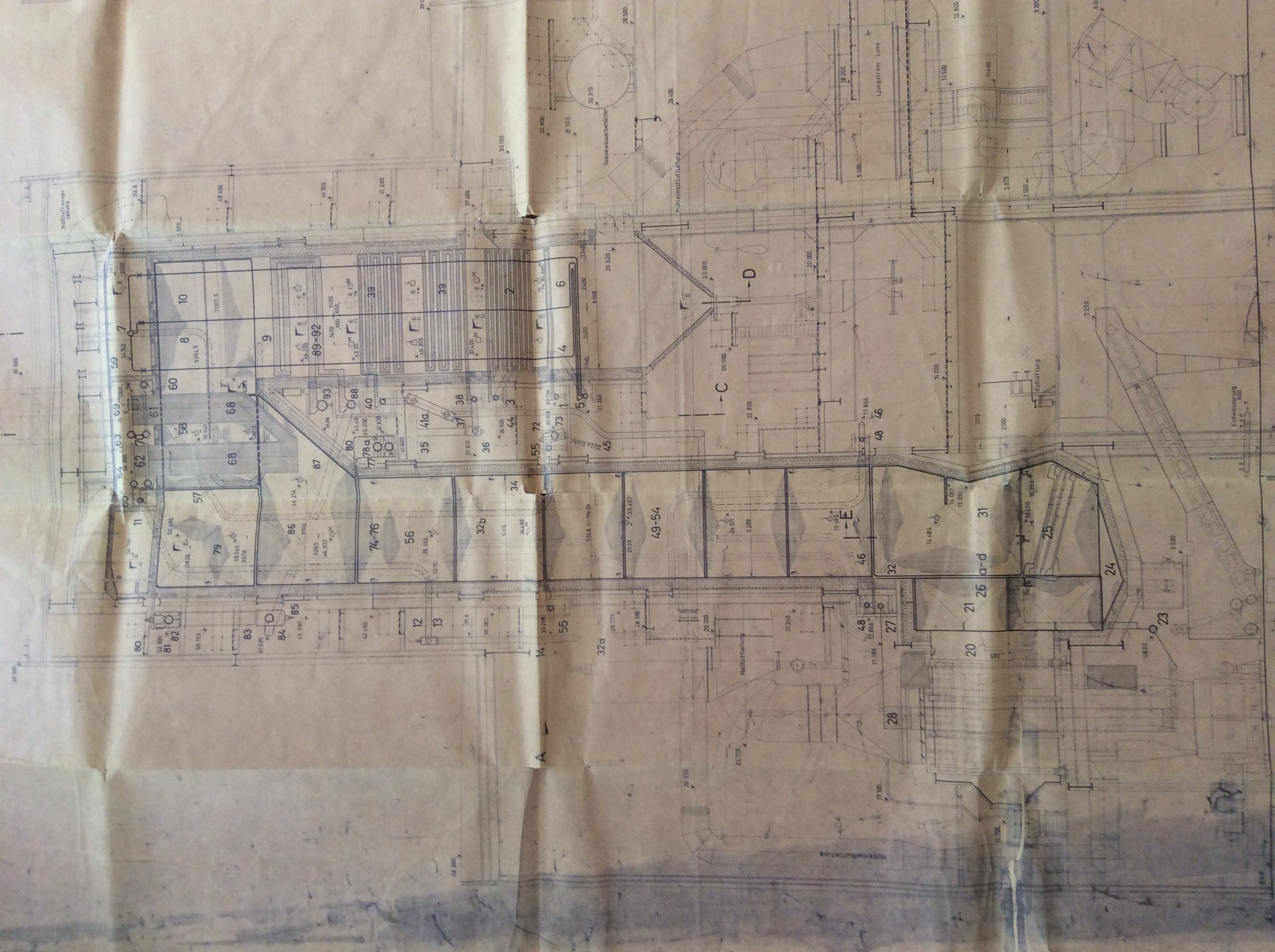
Zeichnung des Kessels Block 2 vor Inbetriebnahme der Denox und REA.

## Daten Kühlturm
Der Kühlturm bestand aus einer hyperbolischen Schlotschale aus Stahlbeton mit oberem und unterem Ringanker.
Weitere Daten:
| Kühlturm       |                                         |
| -------------- | --------------------------------------- |
| Kühlturmschale | in 8,55 m Höhe auf 48 Stahlbetonstützen |
| Höhe           | 86 m (ab GOK)                           |
| Durchmesser    | größter Durchmesser 63,6 m              |
| Durchmesser    | geringster Durchmesser 37,78 m          |
| Gewicht        | etwa 4.800 Tonnen                       |